# Idaux-Mendy
Idaux-Mendy (Baskisch:Idauze-Mendi) is een gemeente in het Franse departement Pyrénées-Atlantiques (regio Nouvelle-Aquitaine) en telt 262 inwoners (1999). De plaats maakt deel uit van het arrondissement Oloron-Sainte-Marie. Ze ligt in de Baskische provincie Soule.

## Geografie
De oppervlakte van Idaux-Mendy bedraagt 9,7 km², de bevolkingsdichtheid is 27,0 inwoners per km².
De onderstaande kaart toont de ligging van Idaux-Mendy met de belangrijkste infrastructuur en aangrenzende gemeenten.

## Demografie
Onderstaande figuur toont het verloop van het inwonertal (bron: INSEE-tellingen).